# Jean-François Batut
Pour les articles homonymes, voir Batut.

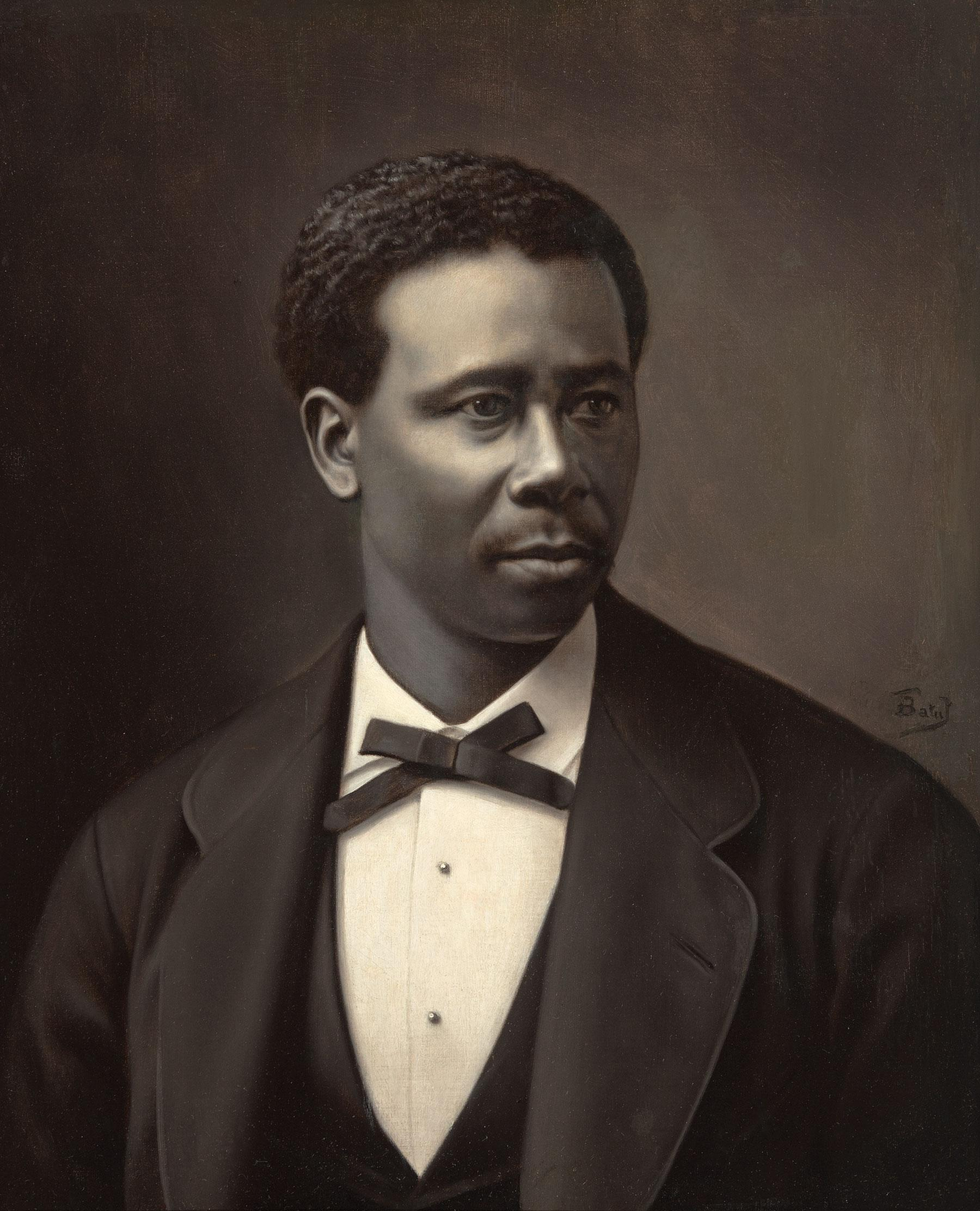
Jean-François Batut

Jean-François Batut, né le 26 juin 1828 à Castres et mort le 21 mai 1907 dans sa ville natale, est un peintre français connu pour ses portraits, avec des sujets dont Ferdinand de Lesseps et  Gustave Eiffel. Son fils Léopold (né en 1856) est aussi un peintre.

## Biographie
Jean-François Batut est né le 26 juin 1828 à rue de l'Albinque à Castres. Étudiant avec Charles Valette, il a exposé à plusieurs reprises au Salon entre 1861 et 1887. Son fils Léopold est également devenu peintre. Jean-François Batut a vécu à Paris de 1858 à 1885 où il a peint les portraits de beaucoup de notables. Il est mort le 21 mai 1907 à rue Mahuziès dans sa ville natale. Il est inhumé au cimetière Saint-Roch de Castres.

## Œuvres
- Portrait de Vincent Pieglowski[4]